# Daelin Hayes
Daelin Hayes (Detroit, 16 maggio 1998) è un giocatore di football americano statunitense che milita nel ruolo di linebacker per i Baltimore Ravens della National Football League (NFL).

## Carriera

### Baltimore Ravens
Hayes al college giocò a football a Notre Dame. Fu scelto nel corso del quinto giro (171º assoluto) nel Draft NFL 2021 dai Baltimore Ravens. Nella sua stagione da rookie disputò una sola partita da subentrato, non facendo registrare alcuna statistica.